# Michael F. Feldkamp
Michael-Frank Feldkamp (Kiel, 1962. április 23. –) német történész.

## Biográfia
Osnabrückben a Carolinum Gimnáziumba járt 1982-ig az érettségiig.
1983-tól a Bonni Rheinischen Friedrich-Wilhelms Egyetemen történelmet, katolikus teológiát, pedagógiát és filozófiát tanult többek között a száműzött magyar egyháztörténésznél, Adriányi Gábornál.
1985/1986-ban egy tanéven át tanulmányozta az egyháztörténetet a római Pápai Gergely Egyetemen.
1990-ben letette az első államvizsgát gimnáziumi tanárként történelem és katolikus vallás tantárgyakból az állami vizsgabizottság előtt. 1986-ban, valamint 1990-től 1991-ig Feldkamp ösztöndíjas volt a római Német Történeti Intézetben és a németországi pápai diplomácia történetével, valamint a kölni apostoli nunciatúra történetével foglalkozott.
1993-ban tudományos munkatárs lett a Német Parlament (Bundestag) archívumában.
Emellett 1995/1996-ban a Bonni Egyetemen a katolikus teológiai kar egyháztörténeti szemináriumának oktatója volt. 1996/97-ben tudományos munkatárs volt a Kortörténi Intézetben, részt vett a Német Szövetségi Köztársaság külpolitikájával összefüggő akták kiadásában a bonni Külügyminisztériumban, amelyeket annak idején Schwarz Hans-Peter politológus publikált.
2000 óta Feldkamp az „Adatkézikönyv a Német Parlament (Bundestag) történetéhez” szerkesztője, és azáltal ő Németországban a Német Parlament (Bundestag) történetének a legjobb ismerője.
Helyettesként többek között ghostwriter és beszédíróként, valamint 2012/13-ban a Német Parlament (Bundestag) protokoll osztályán és 2017-ben a Német Parlament (Bundestag) elnökhelyettesének a személyes referenseként dolgozott.  

## Tevékenység

Feldkamp 1982 óta publikált. Először Osnabrückben kutatómunkát végzett a püspökség történetéhez a késői középkortól a korai újkorig.
1993 és 2009 között ötöt jelentetett meg a „A Parlamenti Tanács 1948-1949. Akták és jegyzőkönyvek” összesen 14 kiadásából. Azóta az 1949-ben alapított Német Szövetségi Köztársaság őstörténetének és kezdő éveinek kiemelkedő szakértőihez tartozik. Különös figyelmet kapott a Parlamenti Tanács és a megszálló hatalmak katonai kormányzóinak kapcsolatáról szóló könyve. 
„A Parlamenti tanács. Az alaptörvény keletkezésének a története” megjelent 2008-ban és 2019-ben egy képes és aktuális új kiadásban, valamint újra 2020-ban.  
Feldkamp azonkívül publikált a katolikus egyház és a nemzetiszocializmus viszonyáról, valamint a Szentszék és XII. Pius pápa szerepéről az európai zsidók kiirtásában a nemzetiszocialisták által, és ezzel válaszolt John Cornwells „XII. Pius. – A pápa, aki hallgatott” c. könyvére. Feldkamp úgyszintén korrigálta Goldhagen Danielt, akinek a műve Feldkamps véleménye szerint előítéleteken, hamisításokon és nyilvánvalóan szándékosan téves fordításokon alapszik.
2000 óta Feldkamp elsősorban a Német Parlament (Bundestag) történetével foglalkozik.
2016-ban megjelent Feldkamp tanulmánya „Jeruzsálem zarándoktól a sírlovagig” címmel. Ebben cáfolta a széles körben elterjesztett legendákat a jeruzsálemi Szent Sír Lovagrend eredetéről és az úgynevezett „jeruzsálemi keresztről”.

## Tagságok és egyéb tisztségek (válogatás)
- 1993: Németország Keresztény Demokratikus Uniója (Christlich Demokratische Union)
- 2009: a Jeruzsálemi Szent sír lovagrendje (Ritterorden vom Heiligen Grab zu Jerusalem)
- 2017: Szent György Rend (St. Georgs-Orden (Habsburg-Lothringen)
- 2019: Szent Mihály szárnya dinasztikus rendjének lovagja (Ordem de São Miguel da Ala)
- 2020: Vitézi rend [forrás?]

## Publicisztika (válogatás)
Feldkamp több mint 40 könyvet adott ki, több mint 200 szakcikket és esszét, valamint több száz újság- és lexikoncikket jelentetett meg.
- Studien und Texte zur Geschichte der Kölner Nuntiatur. 4 Bände. Città del Vaticano 1993, 1995,  2008,  ISBN 88-85042-22-8, ISBN 88-85042-21-X, ISBN 88-85042-27-9, ISBN 978-88-85042-51-3.
- (als Bearbeiter:) Der Parlamentarische Rat 1948–1949. Akten und Protokolle. Band 8, ISBN 3-7646-1946-5, Band 10, ISBN 3-486-56232-0, Band 11, ISBN 3-486-56279-7, Band 12, ISBN 3-486-56379-3 und 14, ISBN 978-3-486-56564-5. Harald Boldt Verlag, Boppard, bzw. Oldenbourg, München 1995–2009.
- La diplomazia pontificia. Da Silvestro I a Giovanni Paolo II. Milano 1998 (franz. Übersetzung: Paris 2001, ISBN 2-204-06452-1; span. Übersetzung: Madrid 2004, ISBN 84-7914-697-4).
- Der Parlamentarische Rat 1948–1949. Göttingen 1998, ISBN 3-525-01366-3. Überarbeitete Neuausgabe, Göttingen 2008 und 2019, ISBN 978-3-525-36755-1. Neuauflage (= Bundeszentrale für politische Bildung BpB, Schriftenreihe Band 10502) Bonn 2020, ISBN 978-3-7425-0502-6.
- Die Entstehung des Grundgesetzes für die Bundesrepublik Deutschland 1949. Reclam-Verlag, Stuttgart 1999, ISBN 3-15-017020-6.
- Pius XII. und Deutschland. Göttingen 2000, ISBN 3-525-34026-5.
- Die Beziehungen der Bundesrepublik Deutschland zum Heiligen Stuhl 1949–1966. Aus den Vatikanakten des Auswärtigen Amts. Eine Dokumentation. Köln u. a. 2000, ISBN 3-412-03399-5.
- Regentenlisten und Stammtafeln zur Geschichte Europas. Vom Mittelalter bis zur Gegenwart, Reclam-Verlag, Stuttgart 2002, ISBN 3-15-017034-6.
- Goldhagens unwillige Kirche. Alte und neue Fälschungen über Kirche und Papst während der NS-Herrschaft, München 2003, ISBN 3-7892-8127-1.
- Kurt Georg Kiesinger und seine Berliner Studentenkorporation Askania auf dem Weg ins „Dritte Reich“. In: Günter Buchstab, Philipp Gassert, Peter Thaddäus Lang (Hrsg.): Kurt Georg Kiesinger 1904–1988. Von Ebingen ins Kanzleramt. Hrsg. im Auftrag der Konrad-Adenauer-Stiftung e. V., Herder Verlag, Freiburg im Breisgau 2005, ISBN 3-451-23006-2, S. 149–199.
- Mitläufer, Feiglinge, Antisemiten? Katholische Kirche und Nationalsozialismus. Augsburg 2009, ISBN 978-3-86744-065-3.
- Der Deutsche Bundestag – 100 Fragen und Antworten. Baden-Baden: 1. Auflage. 2009, ISBN 978-3-8329-3526-9; 2. Auflage. 2013, ISBN 978-3-8329-5608-0 (Rezension Archiválva 2016. március 2-i dátummal a Wayback Machine-ben bei Das Parlament und Rezension Archiválva 2016. március 4-i dátummal a Wayback Machine-ben in der Neuen Osnabrücker Zeitung).
- Der Bundestagspräsident. Amt – Funktion – Person. 16. Wahlperiode, hrsg. von Michael F. Feldkamp, Olzog Verlag, München 2007, ISBN 978-3-7892-8201-0; 17. Wahlperiode  München 2011, ISBN 978-3-7892-8213-3; 18. Wahlperiode Reinbek Lau-Verlag 2014, ISBN 978-3-95768-143-0; 19. Wahlperiode 2018 Reinbek ISBN 978-3-95768-195-9.
- Geheim und effektiv. Über 1000 Jahre Diplomatie der Päpste. Augsburg 2010, ISBN 978-3-86744-150-6.
- Datenhandbuch zur Geschichte des Deutschen Bundestages 1990 bis 2010. Nomos-Verlags-Gesellschaft, Baden-Baden 2011, ISBN 978-3-8329-6237-1
- Vom Jerusalempilger zum Grabesritter. Geschichte des Ritterordens vom Heiligen Grab (= Propyläen des christlichen Abendlandes, Band 1), Patrimonium-Verlag, Aachen 2016, 2. Auflage 2017, ISBN 978-3-86417-055-3.
- Pius XII. – Ein Papst für Deutschland, Europa und die Welt (= Propyläen des christlichen Abendlandes, Band 2), Patrimonium-Verlag, Aachen 2018, ISBN 978-3-86417-114-7.
- Reichskirche und politischer Katholizismus. Aufsätze zur Kirchengeschichte und kirchlichen Rechtsgeschichte der Neuzeit (= Propyläen des christlichen Abendlandes, Band 3), Patrimonium-Verlag, Aachen 2019, ISBN 978-3-86417-120-8.
- (als Herausgeber:) Walter Brandmüller: Kirchengeschichte als Kirchenkritik. Zwischenrufe aus Rom (=  Propyläen des christlichen Abendlandes, Band 4), Patrimonium-Verlag Aachen 2020, ISBN 978-3-86417-131-4.